# Malchow
Malchow, Inselstadt (pol. Miasto na wyspie) – miasto w północno-wschodnich Niemczech, w kraju związkowym Meklemburgia-Pomorze Przednie, w powiecie Mecklenburgische Seenplatte, siedziba Związku Gmin Malchow.

## Toponimia
Nazwa miejscowości była wzmiankowana po raz pierwszy w 1147 roku w formie Malchou, później także m.in. jako Malachou (1164), Malechowe (1170), Malchowe (1235), Malchow (1353). Pochodzi ona od staropołabskiej nazwy osobowej *Malech, *Malach lub *Maloch z przyrostkiem dzierżawczym -ov i oznacza ‘miejscowość Malecha, Malacha lub Malocha’. Nazwa osobowa jest zdrobnieniem utworzonym przez dodanie formantu zdrabniającego -ech, -ach lub -och do rdzenia *mal- (psł. *malъ) ‘mały’. Niektóre źródła podają spolszczoną wersję nazwy w formie Malechów.

## Historia
Malchow był naczelnym grodem plemienia Morzyców. Został spalony wraz z pogańską świątynią w 1147 podczas wyprawy krzyżowej na pogan. W 1164 został zdobyty przez Przybysława, księcia Obodrytów, który przyłączył go do swojego terytorium.

## Współpraca
- urząd Langballig, Szlezwik-Holsztyn
- Moormerland, Dolna Saksonia
- Quickborn, Szlezwik-Holsztyn[6]